# Даймабад
Даймабад — заброшенная деревня и одновременно значимый археологический объект. Расположен на левом берегу реки Правара. Река Правара является правым притоком реки Годавари — второй по величине реки Индии, округ Ахмеднагар, штат Махараштра в Индии. Объект был открыт в 1958 году B. P. Bopardikar, индийским археологом, и был впоследствии три раза исследован индийскими археологическими экспедициями. Первые раскопки прошли с 1958 по 1959 года под руководством Дешпанде. Вторые — 1974—1975 возглавлял археолог Рао.С 1975 по 1976 год прошли третьи изыскания под руководством Сали. Итог — открытия в Даймабаде свидетельствуют, что поздняя Харрапская культура распространялась на плато Декан в Индии. Даймабад известен тем, что были найдены бронзовые изделия, причём, хорошей сохранности, и они явно были подвержены влиянию Харрапской культуры или, как её ещё называют, более распространённо — Индской цивилизации.

## Фазы развития культур в Даймабаде
Раскопки проведённые профессионально, в глубину до 5 метров, выявили пять различный культурных слоёв, относимых к медному веку или к халколиту. Датировка и разделение разных культур, происходило с помощью характерной для каждой из них, окрашенной керамике.
1. Культура Савальды — 2300—2200 г. до н. э.
2. Культура поздней Харрапы — примерно 1900—1800 г. до н. э.
3. Культура Даймабада 1800—1600 г. н. э.
4. Культура Малва[англ.] 1600—1400 г. до н. э.
5. Культура Джорвэ[англ.] 1400—1000 г. до н. э.

Между фазами культур есть перерыв в полвека — между 2 и 3 фазами.

### Фаза I: Культура Савальды
Дома в данный период строились из глины, в три стены, с закруглением в конце дома. Комнат было от одной до трёх. Были очаги, ямы для хранения продуктов. Перед домами иногда прослеживаются следы подворий, с протоптанными дорожками. Найдены остатки ячменя, чечевицы, гороха, дикого гороха. Также найдены различные изделия — медно-бронзовые кольца, бусины из раковин, изделия из сердолика и агата, микролиты, заострённые наконечники для стрел из камня и кости. В одном из домов был найден фаллосообразный объект, сделанный из агата. Большая часть посуды сделана в красном и иногда в чёрно-белом цвете. Есть также посуда из керамики, покрытая серебром, черная гофрированная посуда.

### Фаза II: Культура поздней Харрапы
В этот период размер поселения увеличился до 20 гектаров. Большинство стен домов в дальнейшем были разрушены в ходе конфликтов в поселении. Стены чёрного цвета, это связано с тем, что для замешивания глины использовалась местная почва, которая имеет чёрный цвет. Толщина стен иногда достигала 30 — 50 см. Посуда — тонкостенная, красного цвета, с линейными и геометрическими рисунками, изображёнными с помощью чёрного пигмента. Формы посуды — вазы, чаши с подставкой. Наиболее интересны из находок — две терракотовые печати, со стилем Харрапской культуры. Также найдены микролиты — лезвия из камня, золотые шарики, браслеты из раковин и измерительная шкала из терракота.
Остатки растений сходны с первой фазой, но появились следы от жизнедеятельности лошадей.

### Фаза III: Культура Даймабада
Типичной посудой этого периода была 
в основном чёрнаяя и кремовая керамика. Посуда изготавливалась на гончарном круге, имевшем медленное вращение, при изготовлении посуды, её обрабатывали сверху изделия, путём ручного отслаивания лишней глины. После окрашивали в чёрный цвет и украшали геометрическими рисунками. Из изделий найдены также лезвия из камня — микролиты, инструменты из кости, один обработанный кусок бивня слона, бисер, несколько фрагментов градуированных колец из терракота, которые, возможно, использовались как измерительные приборы. Из растений, помимо прошлых периодов, найдены луковицы гиацинтов.

### Фаза IV: Культура Малва
Дома в этот период стали просторнее, делались из местной глины, чёрного цвета. Прямоугольные, с оштукатуренными полами, использовались деревянные столбы, встраиваемые в стены, для прочности. Так же из дерева делались ступени ко входу в дом. В одном из домов, где была найдена бритва из меди, дом был идентифицирован как мастерская медсестры. На основании находок в виде алтарей огня, некоторые строения были условно приняты как религиозные. Комплекс, который обозначен при раскопках как религиозный, представлял собой платформу из глины и земли, длиной 18 метров, с алтарями огня различной формы и изготовленные из глины. Исследователи предполагают, что это жертвенники.
Захоронений найдено 16 — урны и простые ямы в земле. На дно могил выкладывались веточки волокнистого растения. Артефакты, которые обнаружены, — микролитические лезвия, медные предметы, фаянсовые шарики, изделия из кости и терракота.
Культурные растения — ячмень, три вида пшеницы, просо, чечевица. Для изготовления духов использовали цветы вида Sugandha bela.

### Фаза V: Культура Джорвэ
В этот период поселение достигло размера 30 гектаров. Найдено 25 домов. При определении рода деятельности их хозяев, идентифицированы дома мясника, мастера по известняку, гончара, изготовителя бус и торговца-купца. Защитные сооружения — следы крепостной стены с бастионами. Посуда — тёмно-красного цвета, с блестящей поверхностью. Также найдены серая полированная посуда и толстостенная посуда. Предметы — лезвия из камня — микролиты, медные предметы, бусы и терракотовые фигурки. В числе находок — цилиндрическая печать из терракоты, с изображённой на ней сценой процессии через лес, повозка с конной тягой. Из культурных растений прибавились три новых вида проса. Из 48 захоронений этой фазы — 44 это урны, кремированные останки ссыпались в сосуды.

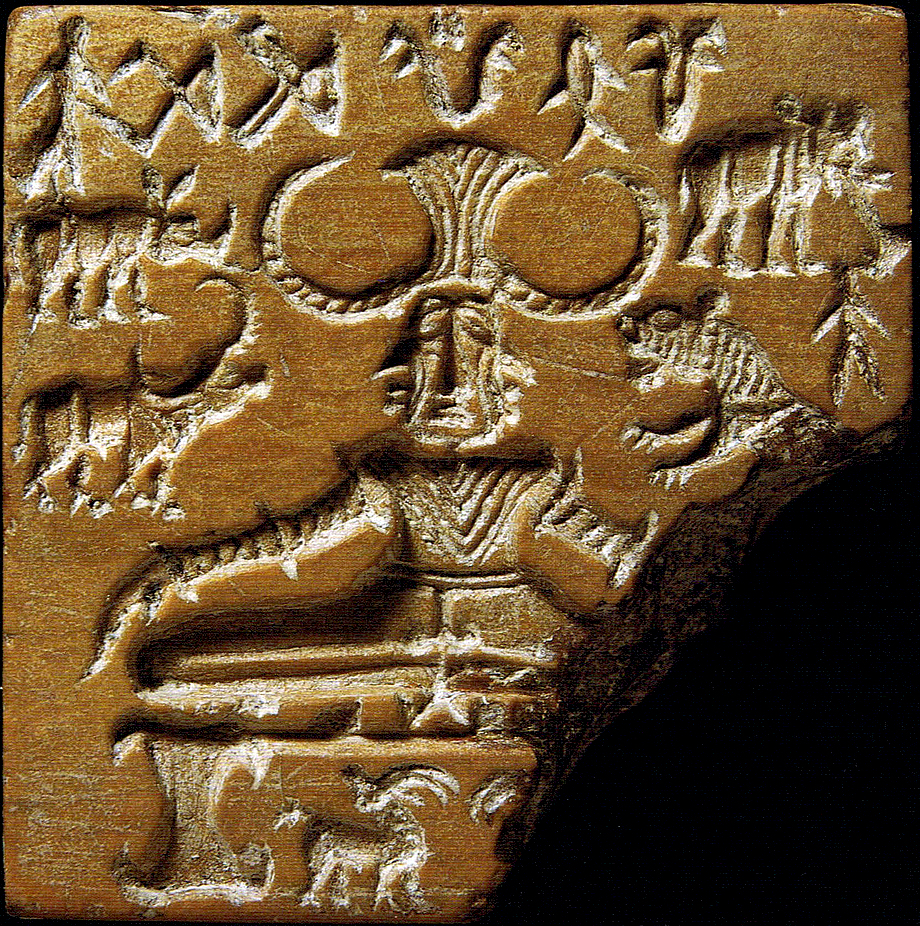
Печать Пашупати из раскопок в Мохе́нджо-Да́ро

## Клад Даймабада

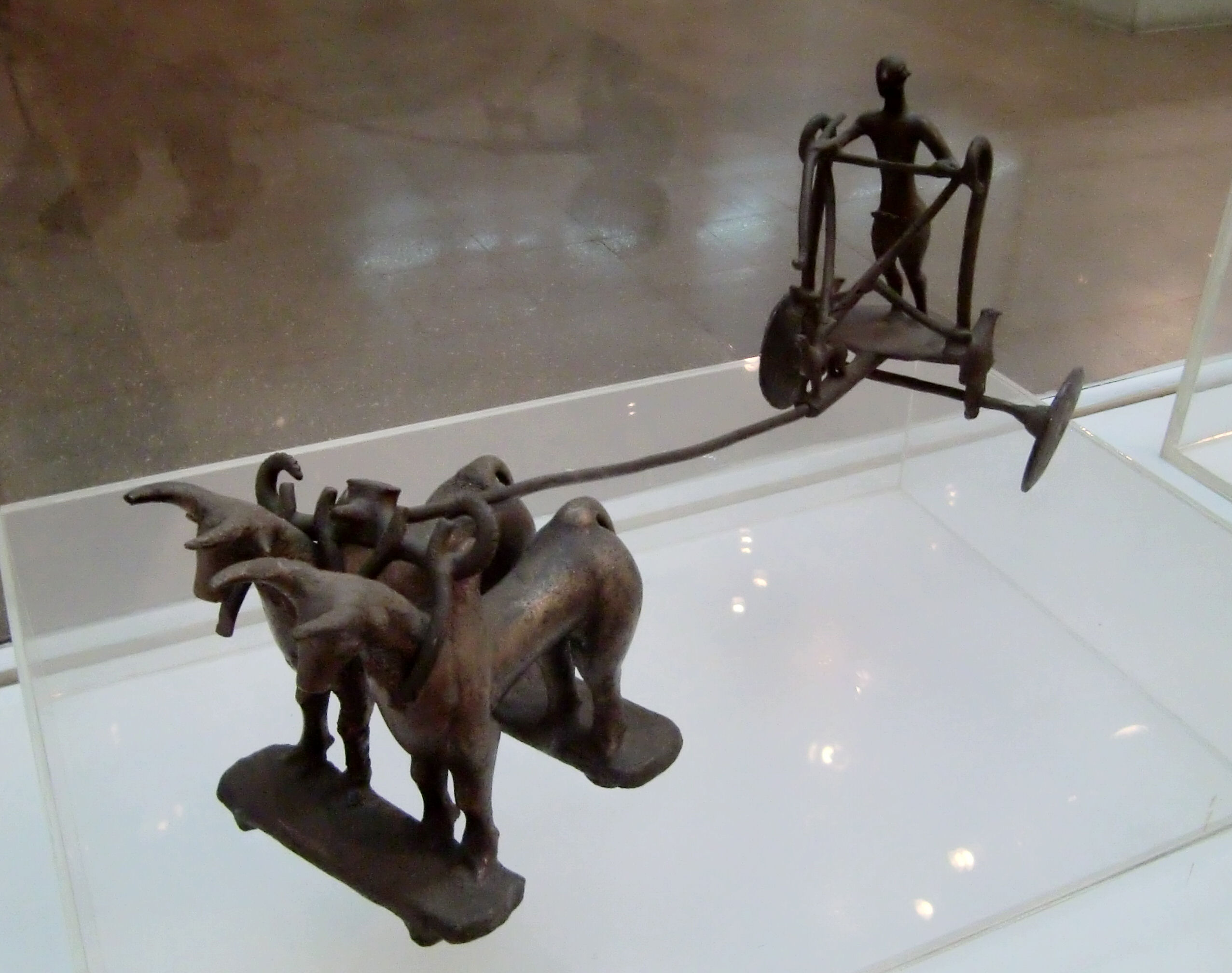
Колесница, запряжённая двумя быками- зебу — Даймабад

Наиболее значимые находки данного археологического места, за все периоды, это клад из четырёх бронзовых предметов, которые нашёл местный фермер Chhabu Laxman Bhil в 1974 году.
Найденные предметы:
1. Скульптура колесницы, длиной 45 и шириной 16 сантиметров. Колесница запряжена парой быков зебу, видны характерные для породы горбы и форма рогов, ведомых мужчиной, высотой 16 см.
2. Скульптура буйвола высотой 31 см и длиной 25 см на четырёхножной платформе, к которой прикреплены 4 колеса.
3. Скульптура слона высотой 25 см, на платформе длиной 27 на 14 см. Подобна скульптуре буйвола, но без осей и колёс.
4. Скульптура носорога, высотой 19 см и длиной 25 см, на двух горизонтальных стержнях, каждый из которых прикреплён к оси с двумя колёсами.

Датировка вызвала у археологов ряд версий, точной пока не установлено.
На основании элементного состава этих изделий, Д. П. Агарвал заключил, что данные вещи могут принадлежать к периоду нашей эры, поскольку в изделиях содержится более 1 % мышьяка, в то время как подобное содержание обусловлено легированием. Примесь мышьяка более не обнаружена ни в одном из артефактов относящихся к энеолиту-медному веку.

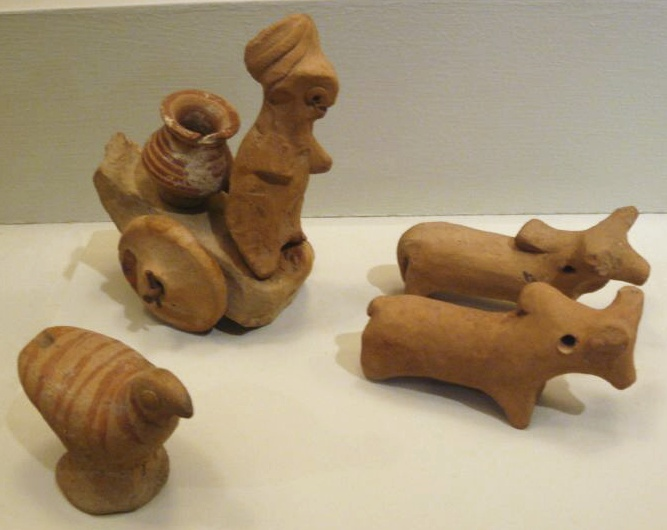
Маленькие терракотовые статуэтки — Индская цивилизация

В итоге, если принять во внимание химический анализ, данные фигурки не относятся к Харрапскому периоду.
М. Н. Дешпанде, С. Р. Рао и С. А. Сали считают, что эти объекты относятся к позднему Харрапскому периоду. Советский и российский археолог Щетенко А. Я. относил найденные фигурки-скульптуры к периоду между 1400—700 годам до н. э. Данные временные промежутки соответствуют Позднему Харрапскому царству. Он так же указывал на то, что примесь мышьяка в 1 %, объясняется особенностями металлургии культур медного века в Северном Декане. Данное плоскогорье в современный период времени, известно тем, что на нём открыты и разрабатываются промышленные запасы руд меди, железа, марганца, вольфрама, золота, каменного угля. Мышьяк в рудах этого плоскогорья имеет естественное происхождение.
Индийский археолог, профессор колледжа Декана, в Пуне Madhukar Keshav Dhavalikar, один из учёных в Археологическом управлении Индии, в котором занимал должность технического специалиста, относил данные фигурки к периоду именно Харрапской -Индской цивилизации. Основанием для этого он считал их стилистическую схожесть с другими находками, точно датируемыми Харрапским периодом. Однако, как указывал археолог Щетенко А.Я, археолог Дхаваликар не учитывал, что в данном археологическом памятнике существуют одновременно пять разных, культурных слоёв, что значительно затрудняет точную датировку предметов.

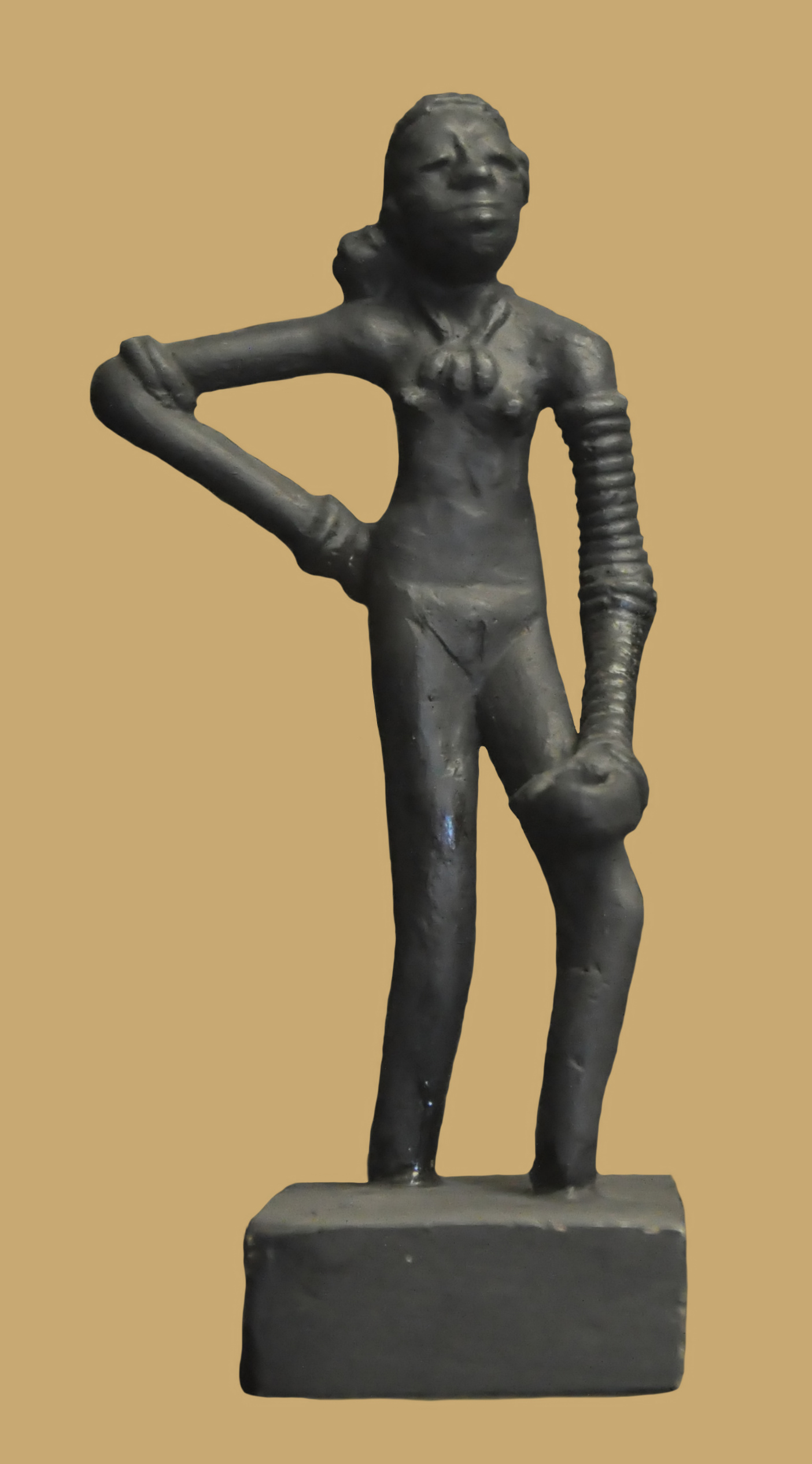
Танцующая девочка — Мохенджо Даро

Сложности в стилистике изображений так же затрудняют определение временного периода в более узкой временной шкале. Многочисленные находки на других археологических объектах Хараппской-Индской цивилизации, имеют схожие с Даймабадом мотивы и способы изготовления и изображения животных и объектов. К примеру танцующая девушка, найденная в Мохенджо Даро, по стилю изготовления, соотносится с находками в Даймабаде, в том числе с колесницей запряженной двумя буйволами и управляемой человеком.
Сам вопрос в датировке Индской-Хараппской цивилизации является дискуссионным. Разные историки по-разному определяют древность тех или иных периодов Индской культуры.
Так, один из ведущих в мире специалистов по истории Хараппской цивилизации, американский археолог Джонатан Марк Кенойер, доктор исторических наук университета Бёркли в Калифорнии, США, определяет начало Ранней Хараппской культуры в промежутке от 5000 до 2800 лет до нашей эры.
Другое мнение высказывает Рафик Мохаммед Мугхал, пакистано-американский археолог, профессор археологии и глава аспирантуры Бостонского Университета в США. Он датирует Раннюю Хараппу с 3300 до 2800 лет до нашей эры. Соответственно и датировка культурных слоёв Зрелой и Поздней Хараппы в таком случае смещается в ту или иную сторону.
Также, археолог Х. Моде указал, что три животных Даймабадского клада (слон, носорог и буйвол), изображены на печати с образом «Пашупати», которая была найдена при раскопках в Мохенджо Даро — это указывает на прямую культурно-историческую связь Даймабада с Мохенджо Даро. Пашупати, как название одного из эпитетов богов Агни и Индры, упоминается в Ригведе. Литературный памятник Ригведа, согласно наиболее распространённому среди археологов и лингвистов мнению, датируется 1990—1100 гг. до н. э., что может указывать на датировку найденных фигурок.
Однако точная датировка Ригведы, как литературного памятника, также на данный момент является дискуссионным вопросом и варьируется от 3300 до 1100 лет до .н. э. Так, греческий учёный — санскритолог Николас Казанас датирует Ригведу до Зрелой Хараппы, то есть до 2600 г. до н. э. Известный индийский археолог Лал Брадж Баси указывает срок создания Ригведы до 2000 г. до н. э. Российский историк, К.и.н. Семененко А. А., датирует Ригведу между 3300 и 2600 гг. до н. э.
В итоге вопрос датировки найденного клада на данный момент так и остаётся предметом дискуссий археологов.

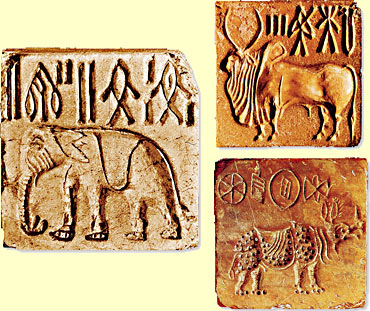
Печати с Быком, слоном и носорогом, 2500—1900 до н. э.